# Laurie Johnson
Laurie Johnson (* 7. Februar 1927 als Lawrence Reginald Ward Johnson in Hampstead; † 16. Januar 2024, ebenda) war ein britischer Filmkomponist.

## Leben
Johnson erlangte größere Bekanntheit durch die Titelmusik zu den auch in Deutschland erfolgreichen Fernsehserien Mit Schirm, Charme und Melone und Die Profis. Insbesondere bei Mit Schirm, Charme und Melone komponierte Laurie Johnson unzählige an die jeweiligen Folgen angepasste, variierende Themen. Sein Gesamtwerk umfasst Filmmusiken zu mehr als hundert Filmen und Fernsehserien.
Markenzeichen Johnsons waren die Verbindung orchestraler Klänge, insbesondere Streichinstrumente, mit in der jeweiligen Zeit modernen Instrumenten, wie z. B. die Wah-Wah-Gitarre, die in den 1970er-Jahren besonders populär war. Unter dem Titel „Synthesis“ schrieb er ein großangelegtes Werk für Big Band und Sinfonieorchester, das dem Third Stream zugeordnet werden kann.
Neben seiner Haupttätigkeit als Komponist war Laurie Johnson auch wiederholt als Dirigent oder musikalischer Direktor tätig. In den 1990er-Jahren war er auch als Fernsehproduzent für die Neuauflage der Serie Die Profis tätig.
Laurie Johnson verstarb im Alter von 96 Jahren.

## Filmografie (Auswahl)
- 1959: Tiger Bay
- 1959: Wernher von Braun – Ich greife nach den Sternen (Verweistitel: Der Mann, der nach den Sternen griff)
- 1964: Dr. Seltsam oder: Wie ich lernte, die Bombe zu lieben (Dr. Strangelove or: How I learned to stop worrying and love the Bomb)
- 1964: Die erste Fahrt zum Mond (First Men in the Moon)
- 1964: Dschungel der Schönheit (The Beauty Jungle)
- 1965: Mit Schirm, Charme und Melone (The Avengers)
- 1968: Das Millionending (Hot Millions)
- 1971: Jagd durchs Feuer (The Firechasers)
- 1973: Captain Kronos – Vampirjäger (Captain Kronos – Vampire Hunter)
- 1975: Hedda Gabler (Hedda)
- 1976: Mit Schirm, Charme und Melone
- 1977: Die Profis (The Professionals)
- 1987: Die Wiege des Schreckens (It’s alive III: Island of the Alive)
- 1999: Die Profis – Die nächste Generation (CI5: The New Professionals)